# Таутешти (Сучава)
Таутешти (рум. Tăutești) насеље је у Румунији у округу Сучава у општини Замостеа. Oпштина се налази на надморској висини од 352 m.

## Становништво
Према подацима из 2002. године у насељу је живело 202 становника, од којих су сви румунске националности.